# Lloyd Palun
Lloyd Palun (* 28. November 1988 in Arles) ist ein gabunisch-französischer Fußballspieler.

## Karriere

### Klub
Er begann seine Karriere beim viertklassig spielenden FC Martigues und wechselte dann zur Saison 2009/10 sogar weiter in die fünfte Liga zum La Trinité Sports FC. Bereits nach einem halben Jahr schloss er sich innerhalb dieser Spielklasse dann aber der zweiten Mannschaft von OGC Nizza an. Dort empfahl er sich dann aber für die erste Mannschaft und schaffte somit zur Saison 2011/12 den Sprung in die erste Mannschaft und kam über vier Spielzeiten öfters zum Einsatz. Besonders in seiner letzten Spielzeit in Nizza sammelte er über 20 Einsätze und schoss zudem sein einziges Tor für den Klub. Nachdem sein Vertrag nach dieser Saison nicht verlängert worden war, schloss er sich dem gerade in die Ligue 2 aufgestiegene Red Star FC an. Nach zwei Spielzeiten bei dem Klub aus der französischen Hauptstadt und deren Abstieg zurück in die Drittklassigkeit, legte er eine Zwischenstation in Belgien ein und schloss sich für weitere zwei Saisons Cercle Brügge an. Mit diesen gelang ihm dann auch der Wiederaufstieg in das belgische Oberhaus. Zur Saison 2019/20 wechselte er wieder nach Frankreich zu EA Guingamp. Am 18. Juni 2021 unterschrieb er einen Vertrag beim Ligue-2-Aufsteiger SC Bastia.

### Nationalmannschaft
Nachdem er einen gabunischen Pass erhalten hatte, durfte er auch ab 2011 für die Auswahl des Geburtslandes seiner Mutter antreten. Somit stand er auch im Kader für den Afrika-Cup 2012, 2015, 2017 und 2022.